# David Raksin
David Raksin (Filadelfia, 4 de agosto de 1912 - 9 de agosto de 2004) fue un compositor estadounidense. Con más de 100 composiciones para películas y más de 300 para televisión fue conocido como el abuelo de las bandas sonoras.  Una de sus primeras composiciones fue para Charlie Chaplin en la composición de Tiempos modernos (1936). También será recordado por su tema sobre la película de 1944 Laura. Johnny Mercer puso la letra a este tema. 

## Filmografía parcial
- Will Penny (1968)
- A Big Hand for the Little Lady (1966)
- Invitation to a Gunfighter (1964)
- The Patsy (1964)
- Two Weeks in Another Town (1962)
- Ben Casey (serie de televisión de 1961)
- Two Faces West (1960, serie de televisión)
- Al Capone (1959)
- Separate Tables (1958)
- Man on Fire (1957)
- 20 Million Miles to Earth (1957) (stock music) (no acreditado)
- Hellcats of the Navy (1957) (stock music) (no acreditado)
- Hilda Crane (1956)
- Jubal (1956)
- Agente especial - The Big Combo (1955)
- Apache (1954)
- De repente - Suddenly (1954)
- The Bad and the Beautiful (1952)
- Madeline (dibujos animados) (1952)
- Carrie (1952)
- Pat and Mike (1952)
- It's a Big Country (1951)
- Across the Wide Missouri (1951)
- The Next Voice You Hear... (1950)
- The Magnificent Yankee (1950)
- Whirlpool (1949)
- Force of Evil (1948)
- Superman (1948)
- Daisy Kenyon (1947)
- Forever Amber (1947)
- The Secret Life of Walter Mitty (1947)
- Fallen Angel (1945)
- Laura (1944)
- Tampico (1944)
- Something to Shout About (1943)
- City Without Men (1943)
- The Adventures of Sherlock Holmes (1939, no acreditado)
- Stanley and Livingstone (1939, no acreditado)
- The Hound of the Baskervilles (1939, no acreditado)
- Suez (1938, no acreditado)

## Broadway
- Parade (1935) - revisión y orquestación.
- At Home Abroad (1935) - revisión y orquestación.
- New Faces of 1936 (1936) - revisión y orquestación.
- If the Shoe Fits (1946) - Compositor

## Premios y distinciones
Premios Óscar
| Año  | Categoría                                              | Película        | Resultado |
| ---- | ------------------------------------------------------ | --------------- | --------- |
| 1948 | Mejor banda sonora de una película dramática o comedia | Forever Amber   | Nominado  |
| 1959 | Mejor banda sonora de una película dramática o comedia | Mesas separadas | Nominado  |